# Goirle
Goirle est une commune et un village des Pays-Bas de la province du Brabant-Septentrional.

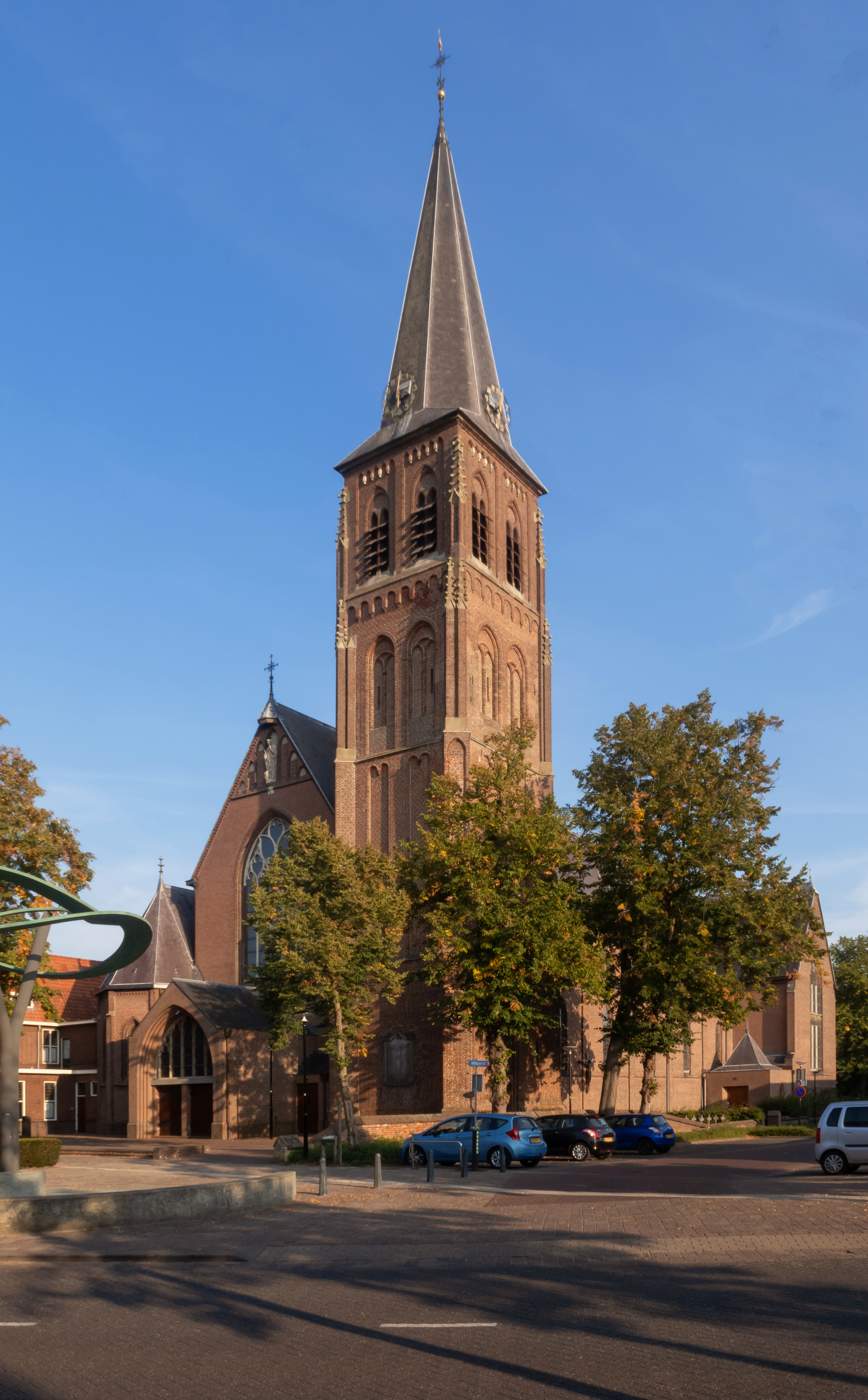
L'église : Sint-Johannes Onthoofdingkerk

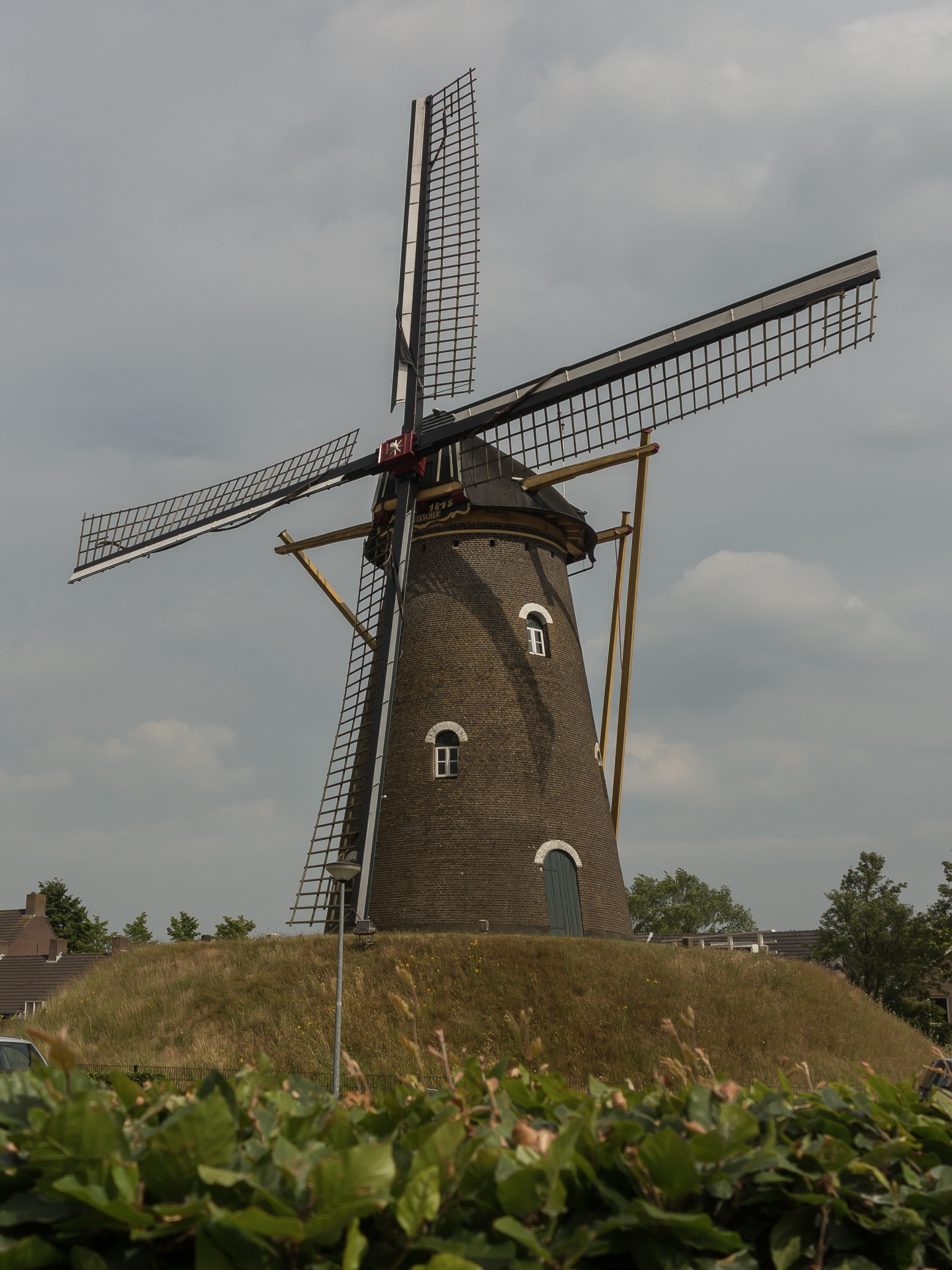
Moulin : windmolen De Visscher

## Personnalités
- Tiest van Gestel, champion olympique de tir à l'arc.
- Joris Mathijsen, joueur du Hambourg SV[1].
- Floor Jansen, chanteuse depuis 2013 du groupe de métal symphonique Nightwish.
- Eva van de Wijdeven, actrice néerlandaise.
- Achraf Bouali, homme politique néerlandais.

## Mémorial Karl-Heinz Rosch
Le 4 novembre 2008 est érigé un monument controversé en hommage à Karl-Heinz Rosch, un soldat allemand qui a sauvé deux enfants avant de mourir le 6 octobre 1944.